# Poblenou
Pour les articles homonymes, voir Poblenou (homonymie).
Le Poblenou, en catalan El Poblenou, est un célèbre quartier barcelonais connu pour son développement urbain et architectural et sa gentrification. 
Il est l'un des quartiers du district de Sant Martí de Barcelone.

## Toponymie
Le nom de Poblenou peut se traduire en français de deux façons : Nouveau Peuple ou Nouveau Village.

## Histoire
À ses origines, le lieu se nomme Saint-Martin des Provençaux (en catalan : Sant Martí de Provençals). Le lieu s'urbanise et grandit rapidement grâce à l'immigration et l'industrie, jusqu'à devenir la plus importante concentration industrielle de Catalogne et fusionne avec la ville de Barcelone.
Dans la période contemporaine, le quartier de Poblenou s'est converti en un important quartier d'affaires de Barcelone où l'on retrouve notamment de nombreuses start-up et grandes entreprises parmi lesquels on peut citer Booking ou encore Factorial. On y construit depuis les années 2000 de nombreux immeubles d'architecture moderne, notamment dans le District 22@, avec des édifices d'Òscar Tusquets, d'Oriol Bohigas, d'Herzog & de Meuron et de Dominique Perrault.

## Lieux remarquables
- La Torre de les Aïgües (en français : Tour des Eaux), œuvre de l'architecte moderniste Pere Falqués i Urpí (1850-1916);

- De nos jours, plusieurs lieux barcelonais populaires et touristiques sont situés dans le quartier : la Rambla du Poblenou, le cimetière du Poblenou, le port olympique de Barcelone, la plage de la Nova Icària, la place des Gloires-Catalanes, ainsi que deux œuvres de l'architecte français Jean Nouvel : la Tour Glòries et le Parc del Centre del Poblenou[5].

## Culture
- Le Musée du Design de Barcelone (côté montagne, place des Gloires-Catalanes);
- L'"édifice bleu" du Musée des Sciences naturelles de Barcelone (côté mer, Diagonal Mar).

## Personnalités liées au quartier
- Antonio Ortiz Ramírez (1907-1996), militaire républicain de la guerre d'Espagne et résistant des Forces Françaises Libres durant la Seconde Guerre mondiale, est né dans le quartier de Poblenou.
- François-Benjamin May (1870-1909), religieux mariste né dans le Val de Bagnes, mort assassiné à Barcelone, béatifié en 2025.